# Simfit
Simfit (también SimFIT) es un paquete informático para simulación, ajuste de curvas,análisis estadístico y representación gráfica. Utiliza modelos matemáticos  de su colección o suministrados por el usuario. Se puede usar en biología (curvas de crecimiento), fisiología (transporte), farmacología (curvas dosis-respuesta), farmacia (farmacocinética), immunología (unión de ligandos), bioquímica (calibración), biofísica (cinética), epidemiología (análisis de supervivencia), estadística médica (metaanálisis), química (cinética química) y física (sistemas dinámicos).
Simfit se ejecuta bajo sistemas operativos Windows  de 32 y 64 bits (Windows 95/98/NT/Me/XP/Vista/7/10) y en sistema linux bajo Wine.

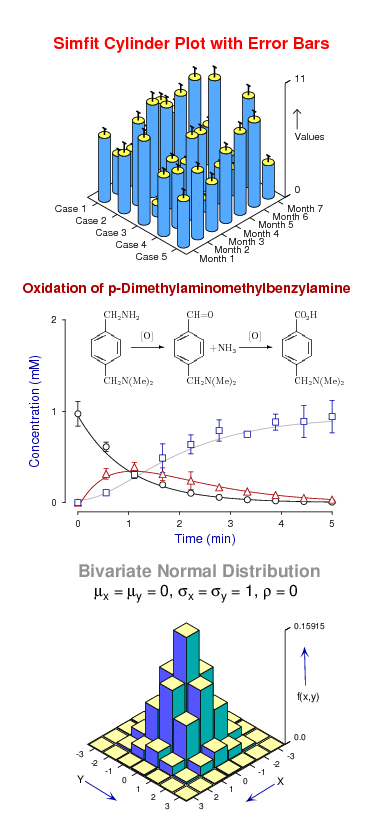
Ejemplo de representaciones gráficas con SimFIT

Esta desarrollado en la Universidad de Manchester por el doctor Wiliam G. Bardsley. y se puede descargar de forma gratuita desde su web. La versión española (también disponible en la web) de SIMFIT, está mantenida por el doctor F. J. Burguillo de la Universidad de Salamanca, J. Gómez, R. Alonso y A. Sánchez.

## Versiones

### Distribución en inglés
Esta distribución dispone de una utilidad que permite seleccionar la versión a instalar entre una de las siguientes:

#### Versión académica
Utiliza los códigos de análisis numérico de la librería de enlace dinámico w_maths.dll, que han sido creados usando donde fue posible código de dominio público contrastado, en su ausencia se ha empleado código creado por W. G. Bardsley. Esta configuración está actualmente activa, pero no se espera extenderla mucho más en el futuro.

#### Versión NAG
Utiliza enlaces entre la librería de enlace dinámico w_maths.dll y las librerías de enlace dinámico NAG Mark 20. Estaconfiguración solo puede ser usada si se dispone de las DLLs NAG instaladas en el ordenador. Sin embargo, si no se poseen las DLLs NAG, se puede descargar una versión de prueba de dichas librerías desde la página de NAG.
1. Tanto la configuración académica de Simfit como la NAG son libres, pero laconfiguración NAG dispone de más características adicionales.
2. Ventajas de la configuración NAG
  1. Mejor implementación de BLAS y LAPACK.
  2. Test de rachas superiores e inferiores para aleatoriedad.
  3. Test de la mediana.
  4. Test de Mood y David para dispersiones iguales.
  5. Coeficiente de concordancia de Kendall.
  6. Después de calcular matrices de distancia, se puede realizar el escalado de matrices con métrica clásica (coordenadas principales) y escalado no métrico (cálculo de las funciones STRESS y SSTRESS).
  7. Se incluye el análisis factorial multivariante.
  8. Se puede efectuar análisis tipo procrustes sobre dos matrices de cargas.
  9. Se puede llevar a cabo la rotación Varimax o Quartimax sobre una matriz de cargas.
  10. Se pueden calcular estimas de la densidad Kernel y representarlas en histogramas y funciones de distribución acumulativa.
  11. Se pueden ajustar "splines" por validación cruzada.
  12. Dispone de opciones adicionales para la regresión de Cox.
  13. Se proporciona regresión sobre rangos con opciones para estratos y censura por la derecha.
  14. Los mensajes de error IFAIL se escriben en el archivo nagifail.txt, que puede ser visto retrospectivamente en el caso de que algún algoritmo iterativo falle en encontrar la convergencia o en problemas similares.
  15. Existe un mecanismo para demostrar como usar la librería NAG desde el entorno Simfit.

### Distribución en español
Solo existe la versión académica. Esta distribución es autónoma y gratuita, con los archivos de prueba y la documentación. Incluye un manual en inglés en PostScript y PDF con índice e hipervínculos.